# Sinjar (Idlib)
Pour l’article homonyme, voir Sinjar.
Sinjar est une ville du Gouvernorat d'Idlib au nord-ouest de la Syrie.
Sa population était de 2 583 habitants en 2004.